# Pi Studios

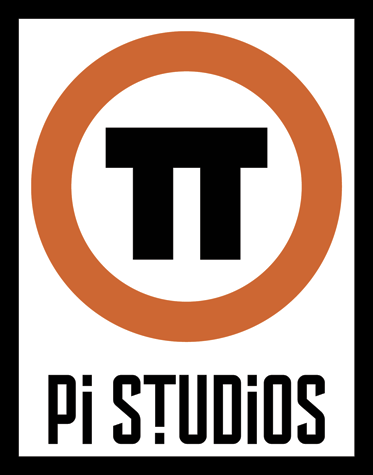
Logotipo de Pi Studios

Pi Studios es una empresa desarrolladora de videojuegos localizada en Houston, Texas (Estados Unidos). La empresa fue fundada en 2002 por:

Robert Erwin - Desarrollo,
John Faulkenbury - Producción,
Rob Heironimus - Diseño,
Dan Kramer - Programación,
Peter Mack - Programación.
Originalmente estaban establecidos en Dallas (Texas) pero luego se mudaron a Houston, en el mismo estado, en enero de 2005.
Su primer trabajo comercial puede ser visto en Call of Duty: United Offensive, de Activision. También contribuyeron en Call of Duty 2 para ordenador personal.

## Juegos desarrollados
- Call of Duty: United Offensive (2004)
- Call of Duty 2 (2005)
- Call of Duty 2: Big Red One (2005)
- Call of Duty 3 (2006)
- Halo 2 Vista (2007)
- Mercenaries 2 (PS2) (2008)
- Rock Band (PS2) (2007)
- Rock Band (Wii) (2008)
- Rock Band Track Pack Vol. 1 (PS2)(Wii) (2008)
- Quake Arena (XBLA) (TBA)
- Wolfenstein (TBA)